# Stefan Stuligrosz

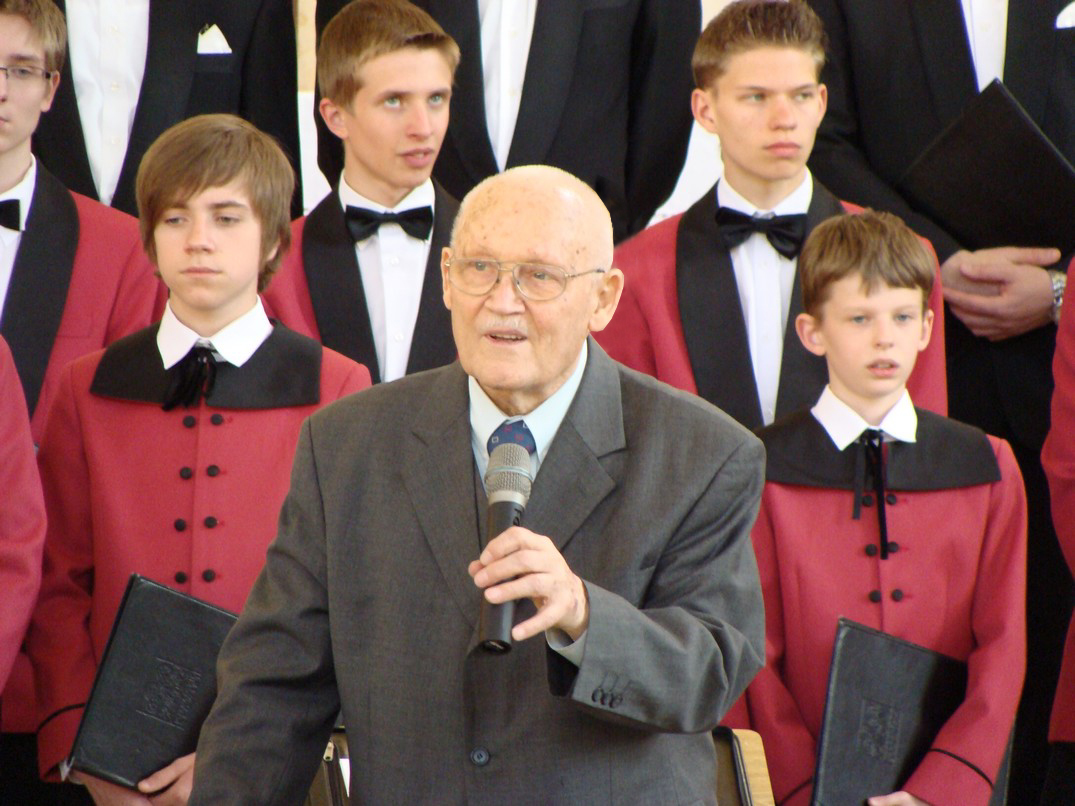
Stefan Stuligrosz und seine Sängerknaben (2009).

Stefan Stuligrosz (* 26. August 1920 in Posen; † 15. Juni 2012 in Puszczykowo bei Posen) war ein polnischer Chordirigent, Komponist und Gründer des Posener Knabenchores „Poznańskie Słowiki“ (Posener Nachtigallen).

## Leben
1931 bis 1937 besuchte Stefan Stuligrosz das Posener St.-Maria-Magdalena-Gymnasium. Anschließend begann er bis zum Kriegsausbruch 1939 eine kaufmännische Ausbildung. Während des Kriegs blieb er im von Deutschland besetzten Posen und leitete ab August 1941 insgeheim den polnischen Kathedral-Knabenchor, dem vorher der 1939 verhaftete und 1943 verstorbene Pater Wacław Gieburowski vorstand.
1945 gründete er den Knaben- und Männerchor „Posener Nachtigallen“ und wurde dessen Dirigent und künstlerischer Leiter. Ab 1950 arbeitete der Chor regelmäßig mit der Posener Philharmonie.
Schon als Dirigent tätig, studierte er bis 1951 Musikwissenschaft an der Adam-Mickiewicz-Universität Posen und besuchte für zwei weitere Jahre die Staatliche Musikhochschule. 1973 wurde er zum Professor, Dekan der Gesangsfakultät und von 1967 bis 1981 zum Rektor der Musikakademie Posen berufen.
Daneben war er von 1953 bis 1963 Leiter der Musikredaktion des Posener Rundfunksenders, von 1973 bis 1982 Präsident des Kunsterziehungsbeirats des Ministeriums für Kultur und Kunst sowie von 1971 bis 1990 Vorsitzender der Henryk Wieniawski Musikgesellschaft Posen. Mit seinem Chor unternahm er viele Auslandstourneen und zeichnete neben Konzertauftritten zahlreiche Schallplatten auf. Sein Neffe ist der Politiker Michał Stuligrosz.

## Auszeichnungen
- 1995: Ehrendoktorwürde der Adam-Mickiewicz-Universität Posen
- 2001: ADI ART 2001 Statue
- 2002: Ehrendoktorwürde der Musikakademie Posen
- 2010: Weißer Adlerorden
- Großkreuz des Silvesterordens
- Gedenkmedaille "Ad Perpetuam Rei Memoriam" der Provinzregierung Posen
- Kommandeur, Offizier und Ritter des Verdienstordens der Republik Polen

## Kompositionen (Auswahl)
Stuligrosz komponierte über 600 Werke, meistens geistliche Chorwerke zu lateinischen, polnischen und deutschen Texten, u. a.:
- O matko miłościwa (Barmherzige Mutter)
- Modlitwa eucharystyczna do słów Jana Pawła II (Eucharistisches Gebet zu den Worten des Johannes Pauls II.)
- Missa Brevis (Kurze Messe)
- Cantate Domino (Singet dem Herrn)
- Matko niebieskiego Pana (Mutter des Herrn im Himmel)
- Nie lękaj się (Fürchte dich nicht)
- Singen wir mit Fröhlichkeit
- Jauchzet ihr Himmel
- Maria durch ein'n Dornwald ging
- Alleluja, Zdrowaś Maryjo (Halleluja, gegrüßet seist Du, Maria)
- Msza Niedzielna (Sonntagsmesse)
- Missa in honorem Sanctae Faustine (Sankt-Faustina-Messe)
- Gorzkie Żale (Klagelieder)